# Rond-point du Pont-Mirabeau
Pour les articles homonymes, voir Mirabeau.
Le rond-point du Pont-Mirabeau est une voie publique du 15e arrondissement de Paris, en France.

## Situation et accès
Cette voie est située au carrefour du quai André-Citroën, de l'avenue Émile-Zola et des rues Convention et Balard.
La voie est accessible par la ligne 10 du métro de Paris à la station Javel - André Citroën et par la gare de Javel de la ligne C du RER d'Île-de-France.

## Origine du nom
Elle porte ce nom en raison du voisinage du pont Mirabeau, qui honore l'écrivain, tribun de la Révolution française Honoré-Gabriel Riquetti de Mirabeau (1749-1791).

## Historique
Cette voie est aménagée à partir de 1895 et dénommée vers 1910.

## Bâtiments remarquables et lieux de mémoire
- La voie est à proximité du pont Mirabeau.
- Au no 7, l'ensemble d'immeubles Coquille d'œuf, construit par les architectes Joseph Bassompierre-Sewrin, Paul de Rutté et Paul Sirvin, avec un jardin Art déco[1].